# 科比利尼亞河

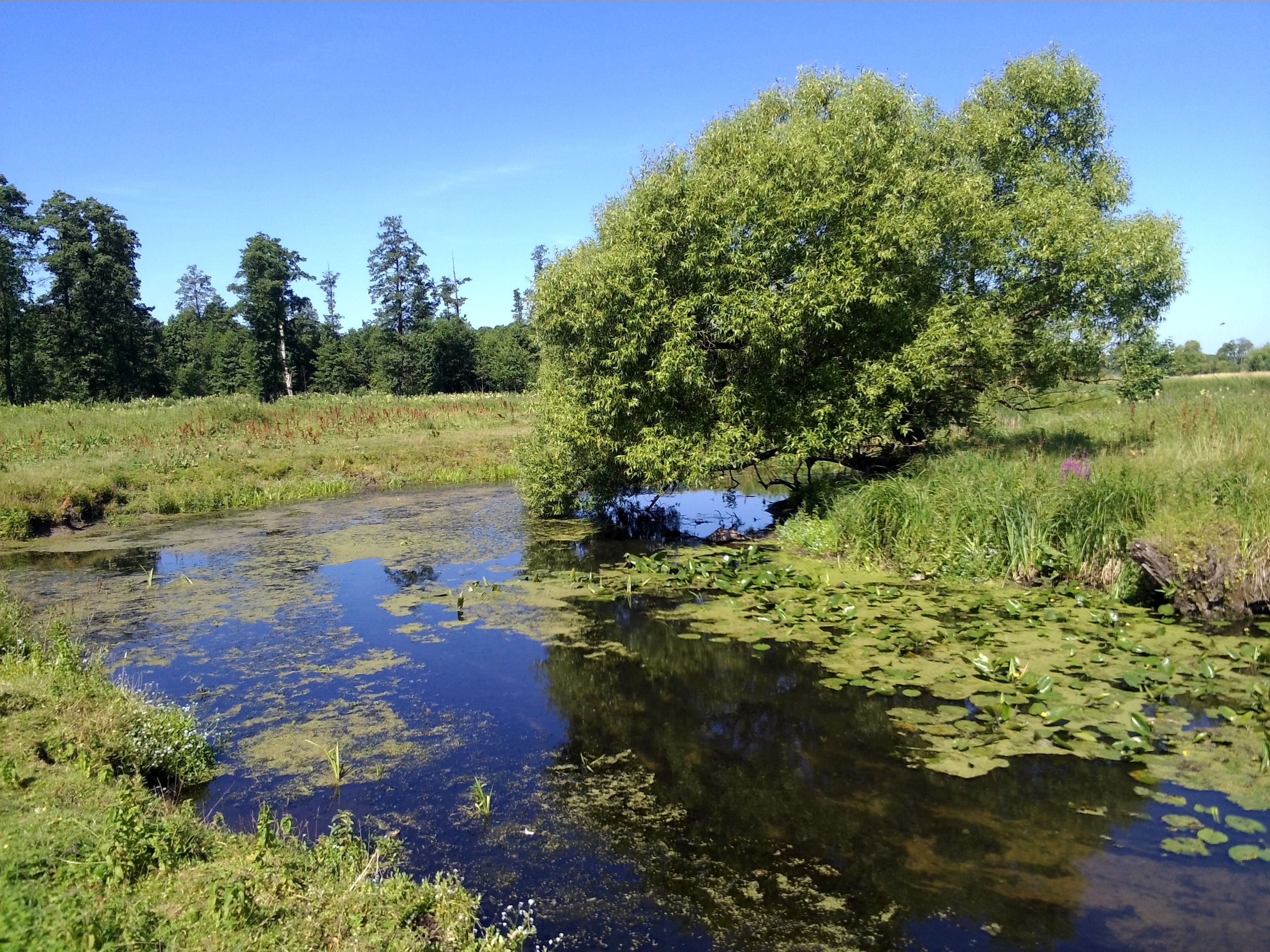
科比利尼亞河

科比利尼亞河（烏克蘭語：Кобильня），是烏克蘭的河流，位於該國西南部文尼察州，屬於代斯納河的左支流，河道全長24公里，該河流域面積308平方公里。